# A-brunn

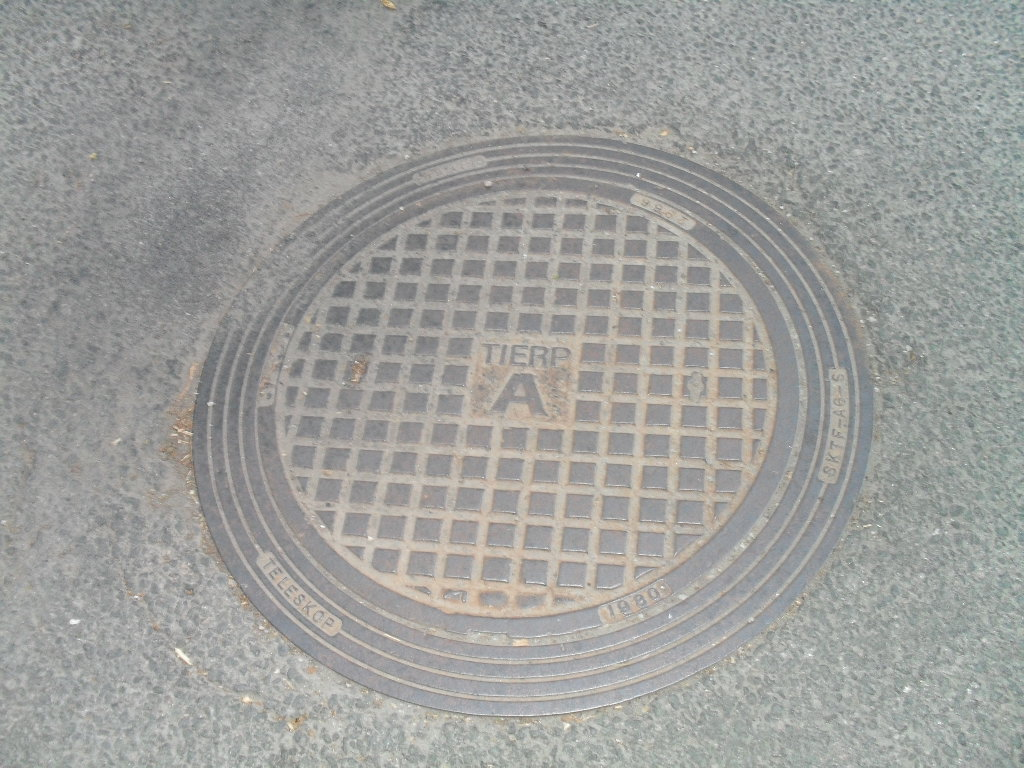
En A-brunn

A-brunn är i Sverige en vardaglig beteckning på de avloppsbrunnar som täcks av en manhålslucka av gjutjärn där brunnens art identifieras med ett stort A i centrum, där A står för avlopp. Bokstaven A har också tolkats stå för Alvesta, som tillverkat lock, men det finns även andra platser där locken tillverkats, men sedan 1998 är Tierps järnbruk den enda tillverkaren i Sverige.
Dessa brunnar placeras på ett inbördes avstånd på ca 60 meter, vilket är lagom för att vid behov medge rensning.

## Skrock
Enligt ett nutida skrock så ger det otur att kliva på A-brunnar. Det började på 1940-talet i Stockholm och Göteborg och har spridits till Norge och Finland. Bokstaven A kan symbolisera olika saker, ofta kopplat till motsatser till kärlek, medan K:et i K-brunnar står för just kärlek. A-brunnen symboliserar då avbruten kärlek eller avsky, men på 1940- och 1950-talet kunde det stå för aga, på 1970-talet kunde det stå för arbetslöshet och på 1980-talet för AIDS. Eller så ger en A-brunn otur den dagen man trampar på den. Skrocket är med i ett par scener i filmen Fucking Åmål, vilket gav nytt liv till myten.